# Restaurant Empire
Restaurant Empire (奇迹餐厅) est un jeu vidéo de simulation économique développé et édité par Enlight Software, sorti en 2003 sur Windows.
Il a pour suite Restaurant Empire II.

## Accueil
- IGN : 7,8/10[1]
- Jeux Vidéo Magazine : 10/20[2]
- Jeuxvideo.com : 11/20[3]